# Mickey Daniels
Richard "Mickey" Daniels jr. (Rock Springs (Wyoming), 11 oktober 1914 — San Diego (Californië), 20 augustus 1970) was een Amerikaans acteur.

## Biografie
Mickey Daniels stamt af uit een bekende familie. Zijn vader was Richard Daniels en hij is de neef van Bebe Daniels. Daniels werd lid van de cast van Our Gang in 1922. Daniels werd snel een kindster en speelde vaak samen met Jack Davis.
Na Our Gang speelde Daniels vooral kleine rollen in films. Hij was vaak het nieuwsjongentje. Hij werkte meestal samen met Mary Kornman. Samen speelden ze ook in de spin-offserie van Our Gang; The Boy Friends.
Daniels stopte met acteren in de jaren 40 om bouwvakker te worden. Hij stierf eenzaam aan levercirrose op 20 augustus 1970.
- Bibliothèque nationale de France: cb165927333 (data)
- International Standard Name Identifier: 0000 0000 2842 9141
- Library of Congress Control Number: n86105795
- Système universitaire de documentation: 199523622
- Virtual International Authority File: 21165902
- WorldCat: E39PBJbCHwCfVWQXRRBKvF7GpP